# Santa Cruz de Mompox
Santa Cruz de Mompox (o anche Santa Cruz de Mompos, Mompox e Mompós) è una municipalità che si trova nel dipartimento di Bolívar, in Colombia, e che ha conservato il suo stile dell'epoca coloniale. La città si trova sull'isola Margarita, un'isola situata all'incrocio fra i fiumi Magdalena e Cauca, a 250 chilometri di distanza da Cartagena. Conta circa 30 000 abitanti e la sua economia si basa principalmente sul turismo, sulla pesca e sull'allevamento di bestiame.
Simón Bolívar, il liberatore di gran parte del Sud America, ebbe a dire: «Se a Caracas devo la vita, a Mompox devo la gloria». Egli infatti giunse nella cittadina nel 1812 e reclutò quasi tutti gli uomini abili al combattimento, circa 400, che andarono a formare la base di quell'esercito che sarebbe poi risultato vittorioso a Caracas.

## Storia
La città venne fondata il 3 maggio 1537 da Don Alonso de Heredia, in cerca di un porto sicuro lungo il fiume Magdalena.
All'arrivo dei colonizzatori spagnoli, in questa zona si trovava una tribù indigena il cui capo era un certo Mampo (o Mompoj); Mompox significa infatti "terra del capo Mampo".
Grazie alla sua posizione, Santa Cruz de Mompox divenne un prospero centro di commercio di beni verso l'interno. Vi venne fondata una zecca e la città divenne famosa per i suoi orafi. Questa prosperità durò fino a tutto il XIX secolo, ma declinò con l'inizio del XX poiché il fiume cambiò corso e il porto principale divenne quello di Magangué.

## Architettura
Santa Cruz de Mompox è nota per aver mantenuto gran parte del suo fascino coloniale, un misto di stili spagnoli e autoctoni.
Proprio per questa ragione nel 1995 la città è stata inserita nell'elenco dei Patrimoni dell'umanità dell'UNESCO. Molti degli storici edifici sono ancor oggi utilizzati per lo scopo per cui vennero costruiti. Notevoli sono i lavori in ferro battuto che decorano porte, cancelli e inferriate lungo la maggior parte delle strade della città.
Gli edifici più importanti sono:
- La chiesa di San Francesco, costruita nel 1564 e l'omonimo convento del 1580, eretti da Francisco Gonzaga. La chiesa è famosa per gli affreschi che però vennero danneggiati durante il restauro del 1996.
- L'ospedale di San Giovanni di Dio, costruito nel 1550. Questo ospedale, considerato il più antico del continente americano che funzioni ancora nel suo edificio originario, veniva gestito grazie alle donazioni delle famiglie più agiate della regione e grazie agli introiti delle tasse sul commercio lungo il fiume Magdalena.
- La casa degli apostoli, situata in Calle Real del Medio, in cui spiccano le immagini che dipingono l'Ultima Cena. Qui viveva una famiglia di mercanti locali.
- Il municipio, edificio nel quale il 6 agosto 1810 venne firmato l'atto di indipendenza della Colombia. Qui si trovava anche la prigione della città.
- Il chiostro di San Carlo, costruito nel 1660, che ospitò la prima scuola secondaria della città fino a quando i Gesuiti non vennero espulsi. Cessò di essere un convento nel 1767 e nel 1809 Pedro Martínez de Pinillos vi fondò l'università di San Pietro apostolo.
- La chiesa dell'Immacolata concezione, edificata nel 1541 da Pedro de Heredia. Costruita inizialmente in adobi, venne nel 1551 allargata e la muratura sostituì gran parte degli adobi. Nel corso dei secoli venne restaurata più volte, l'ultima nel 1795, mentre nel 1839 il Governatore della provincia ne ordinò la demolizione per costruire la chiesa attuale. A causa delle sue dimensioni è spesso considerata la cattedrale di Santa Cruz de Mompox.
- La chiesa di santa Barbara, ultimata nel 1613 e dotata di una torre campanaria in stile barocco.

## Galleria d'immagini

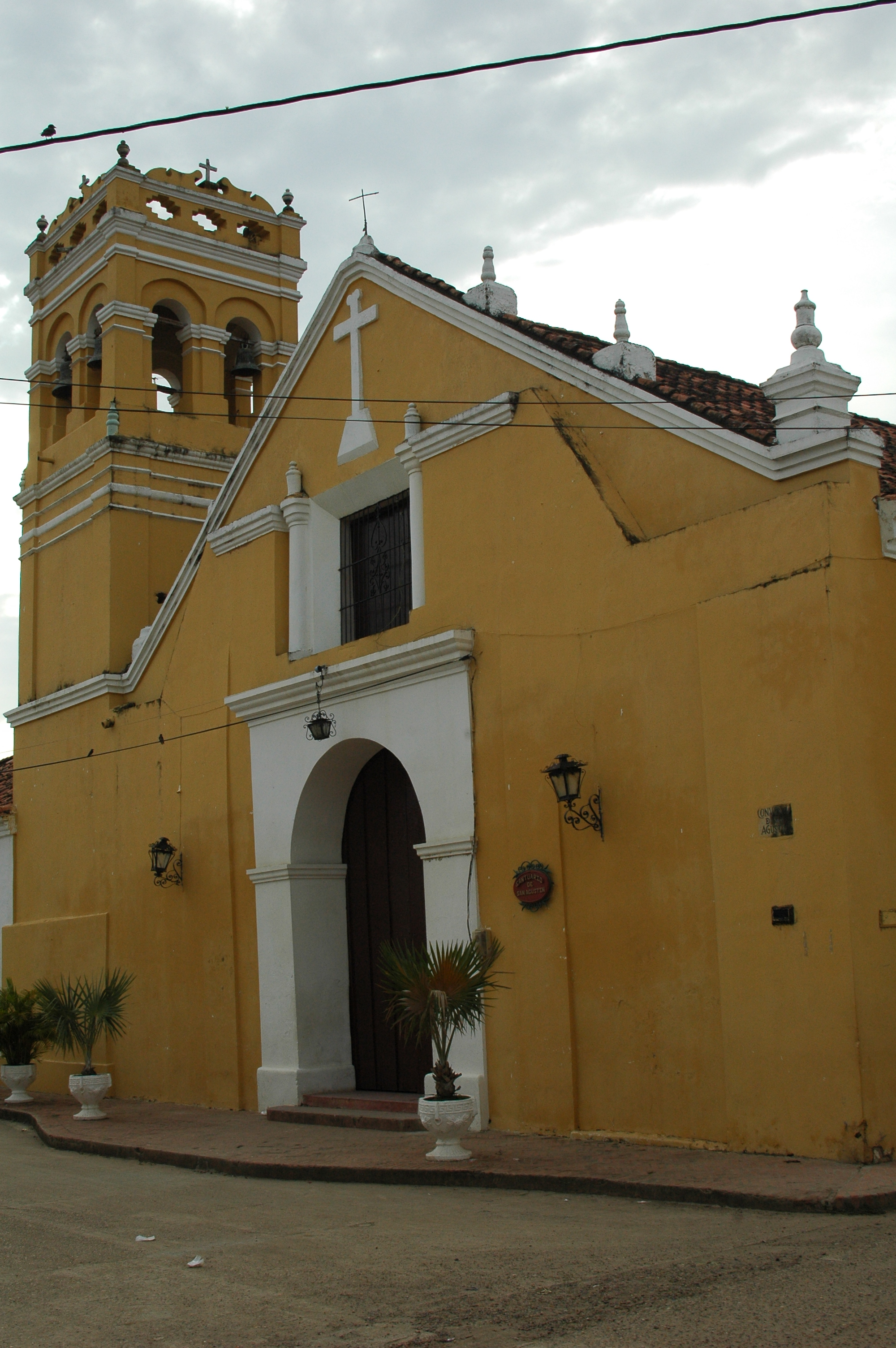
La facciata della Chiesa di Sant'Agostino
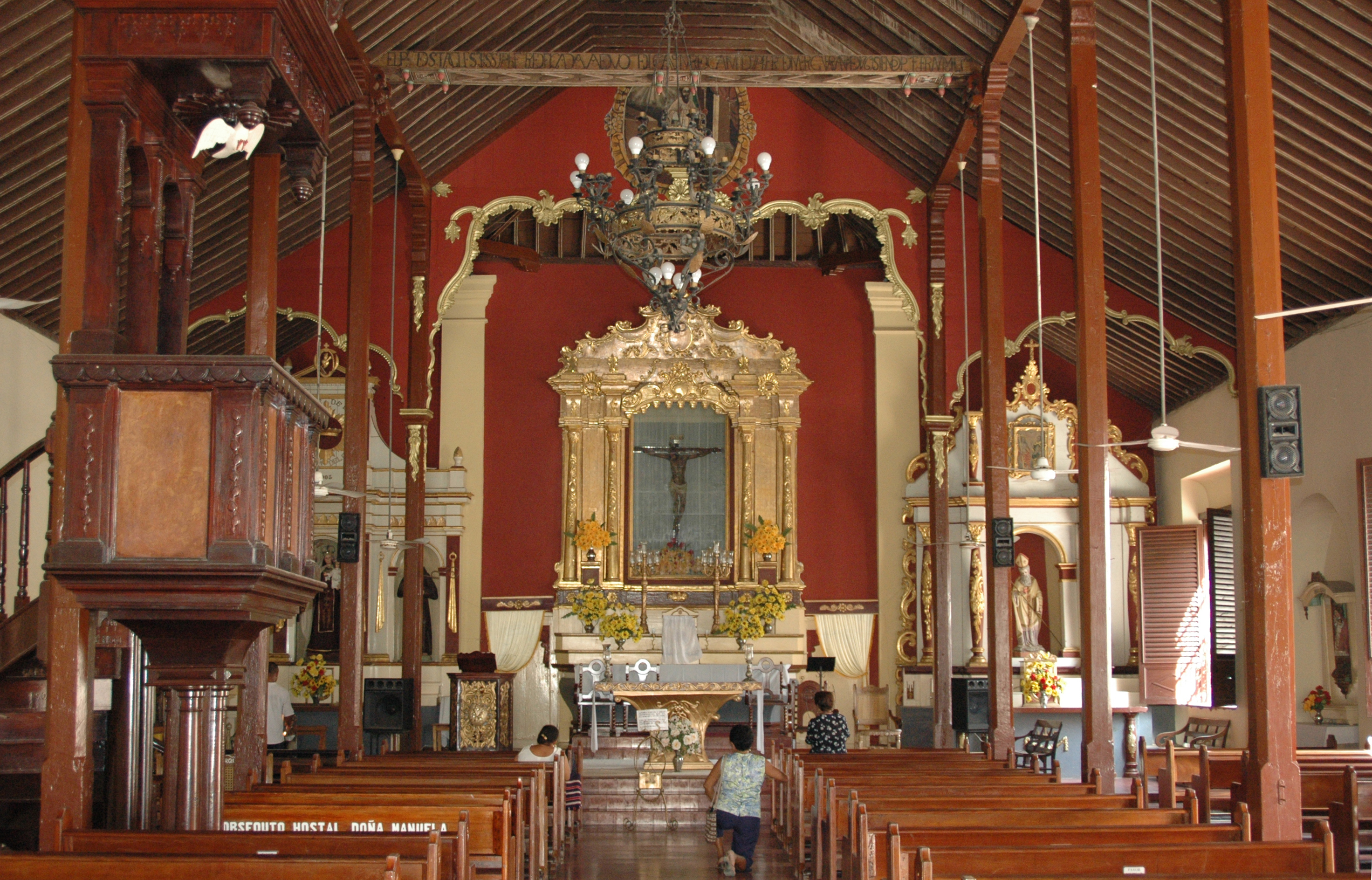
L'interno della chiesa di Sant'Agostino
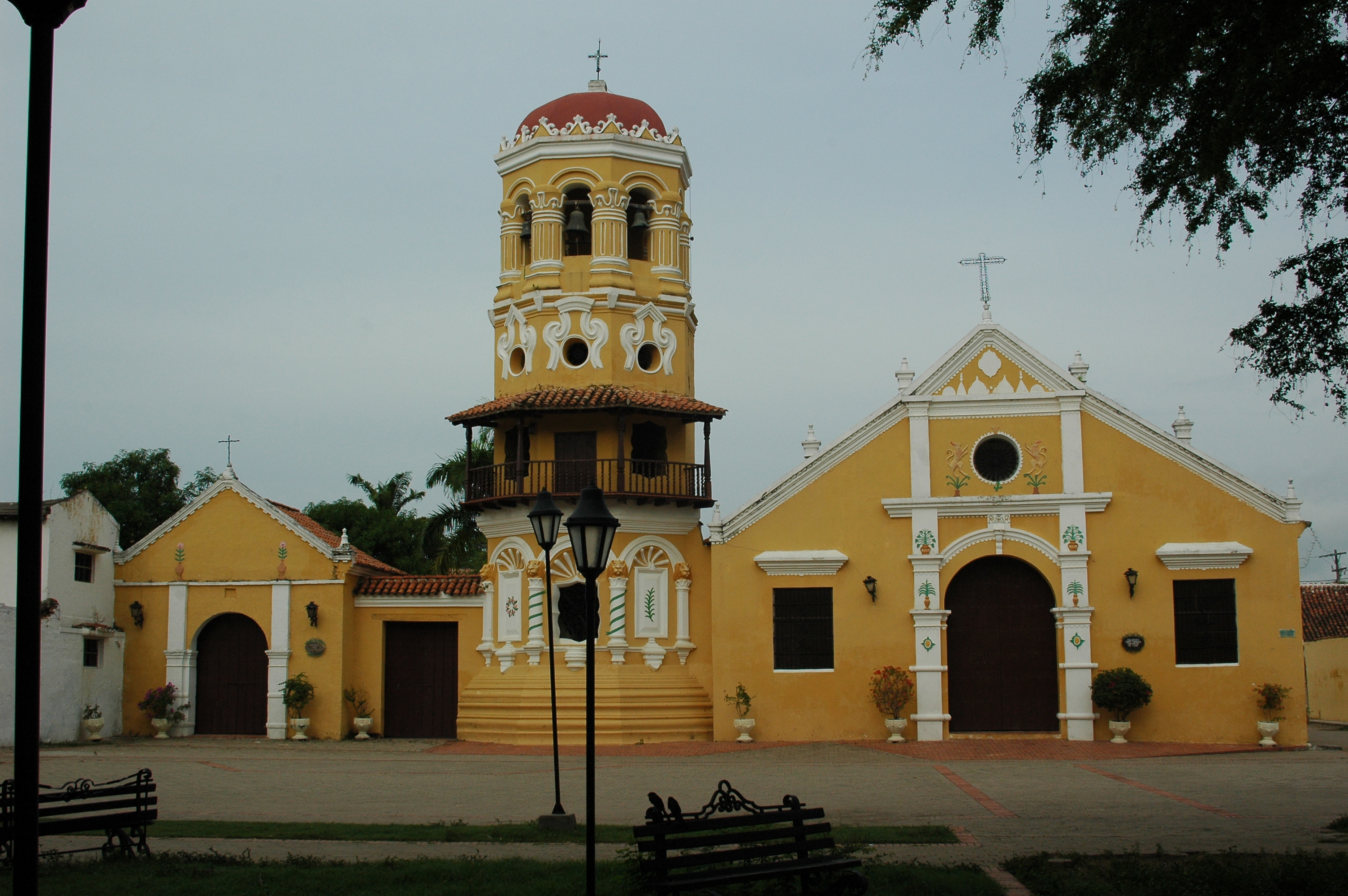
La chiesa di Santa Barbara
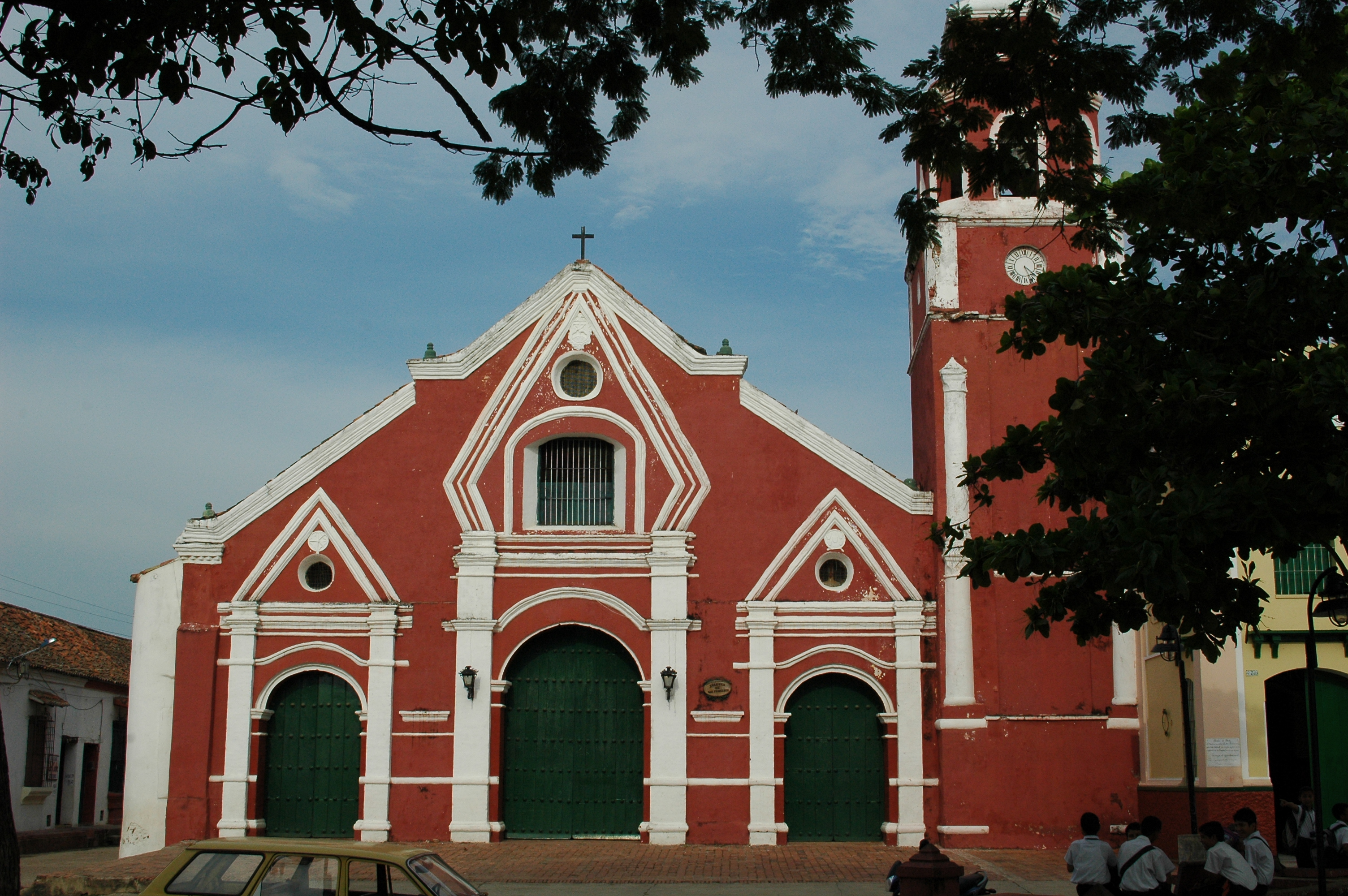
La chiesa di San Francesco
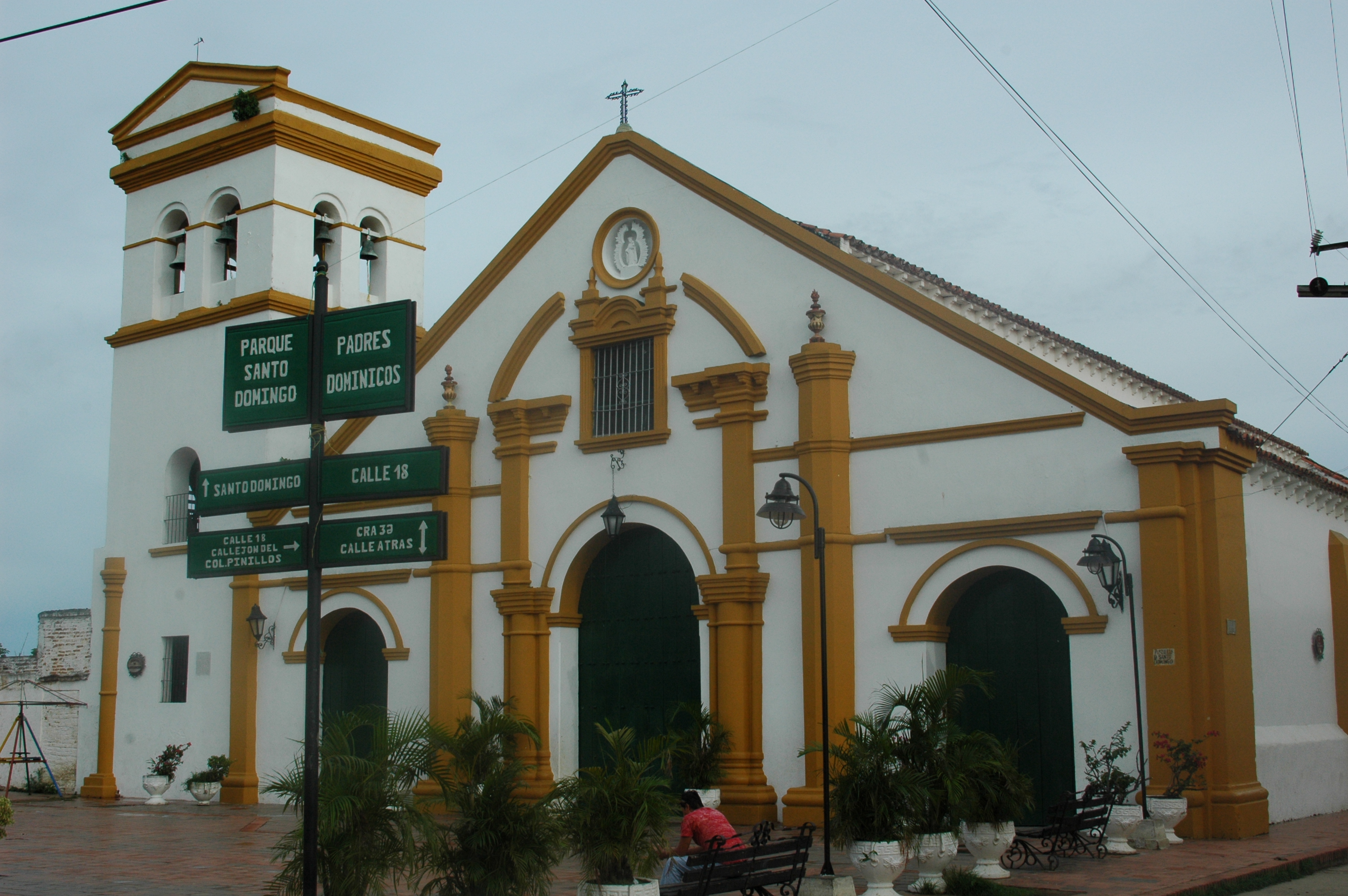
La chiesa di San Domenico
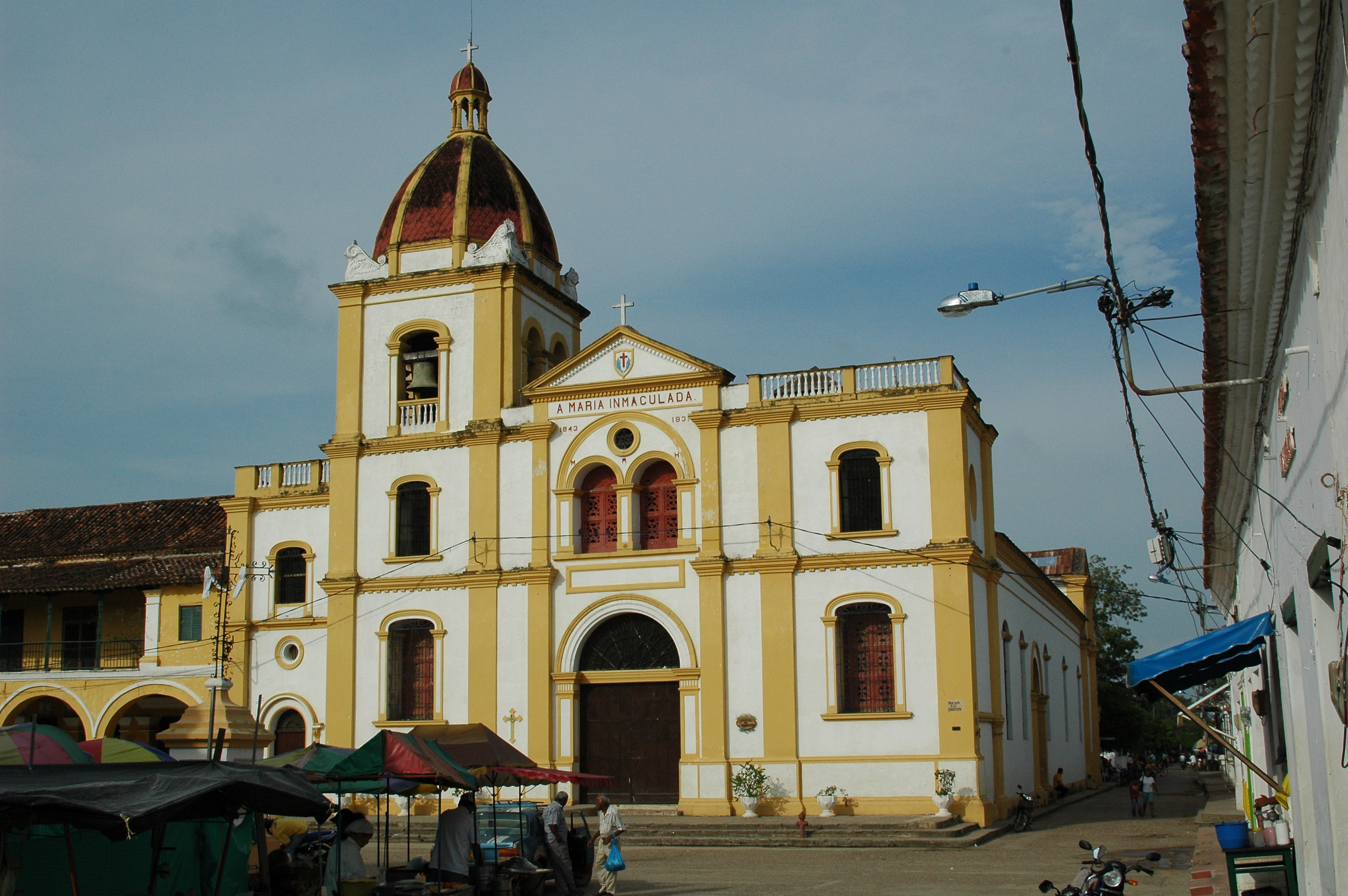
La chiesa dell'Immacolata concezione
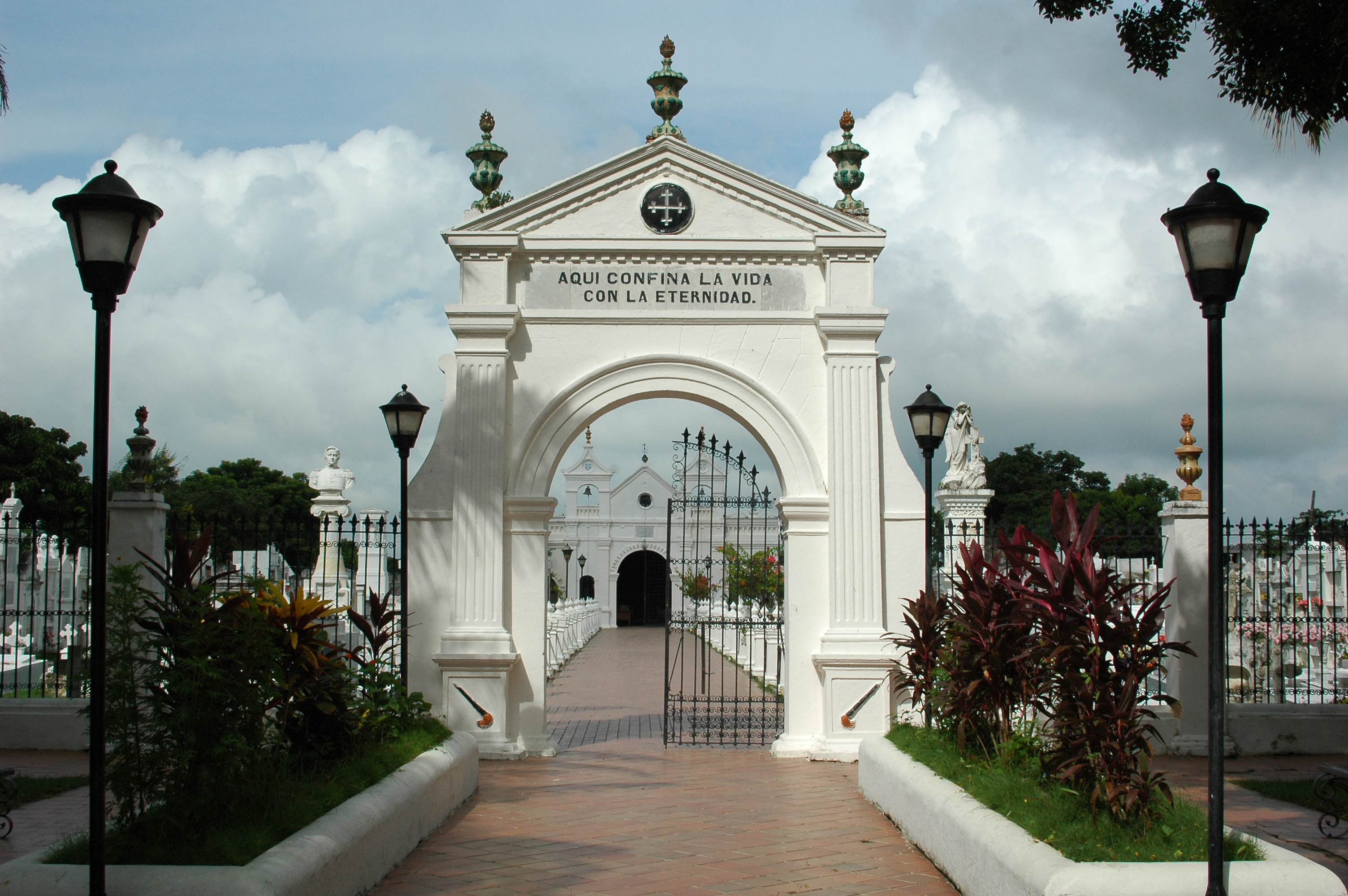
Il portale del cimitero monumentale
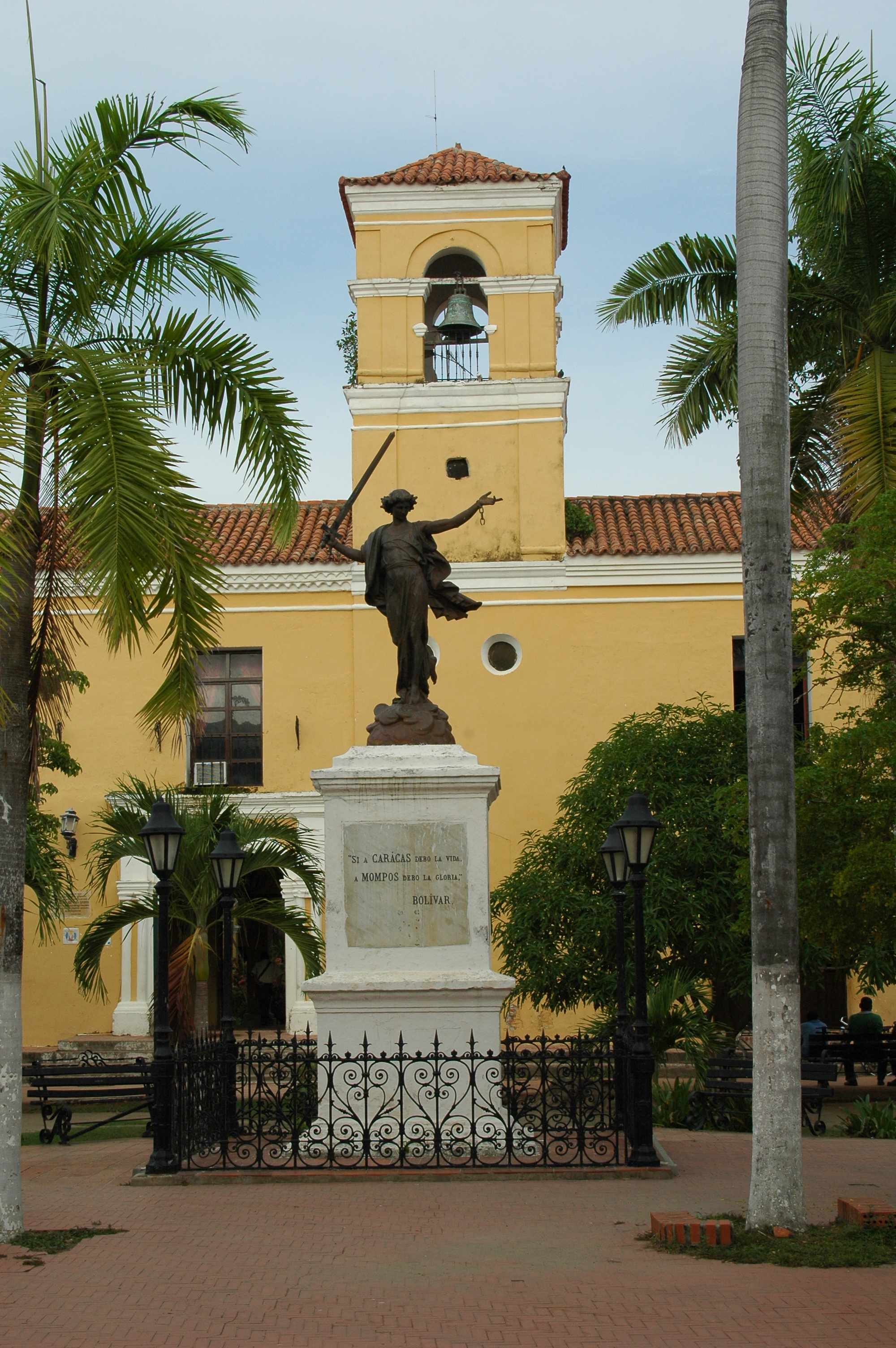
Statua della Libertà di fronte al Municipio
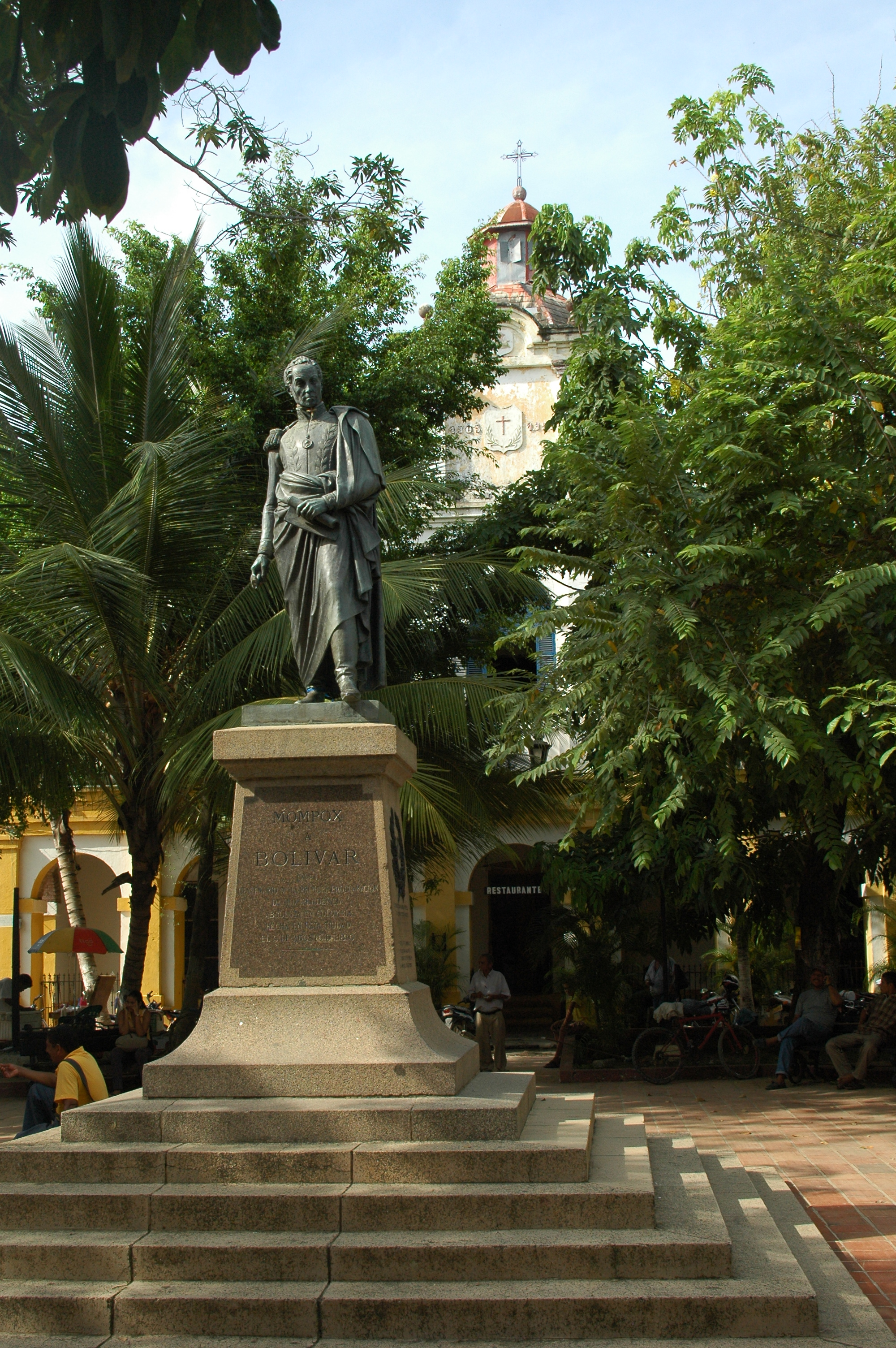
Statua di Simon Bolivar
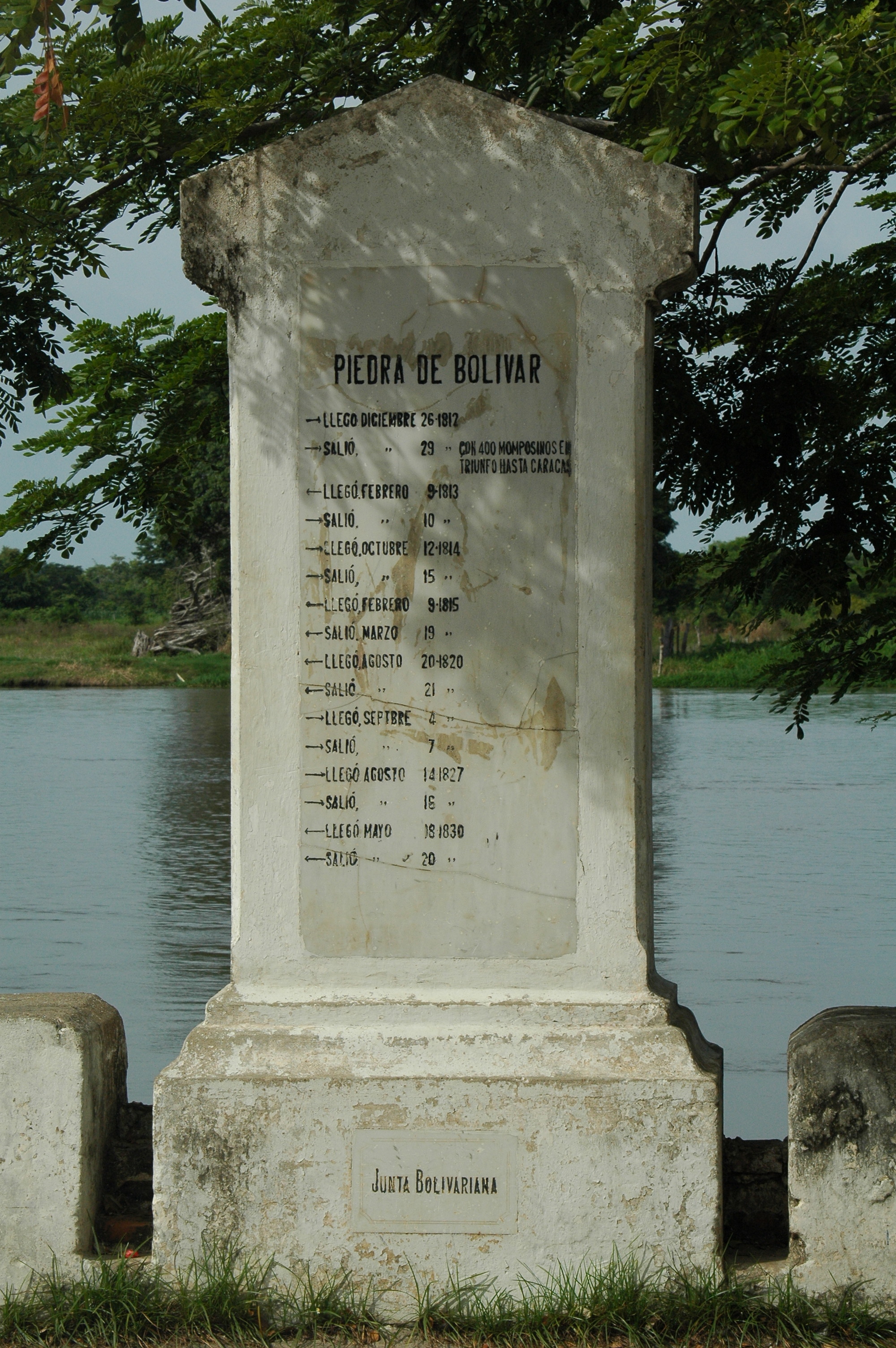
La Pietra di Bolivar, che riporta le date che legano Simon Bolivar a Mompox
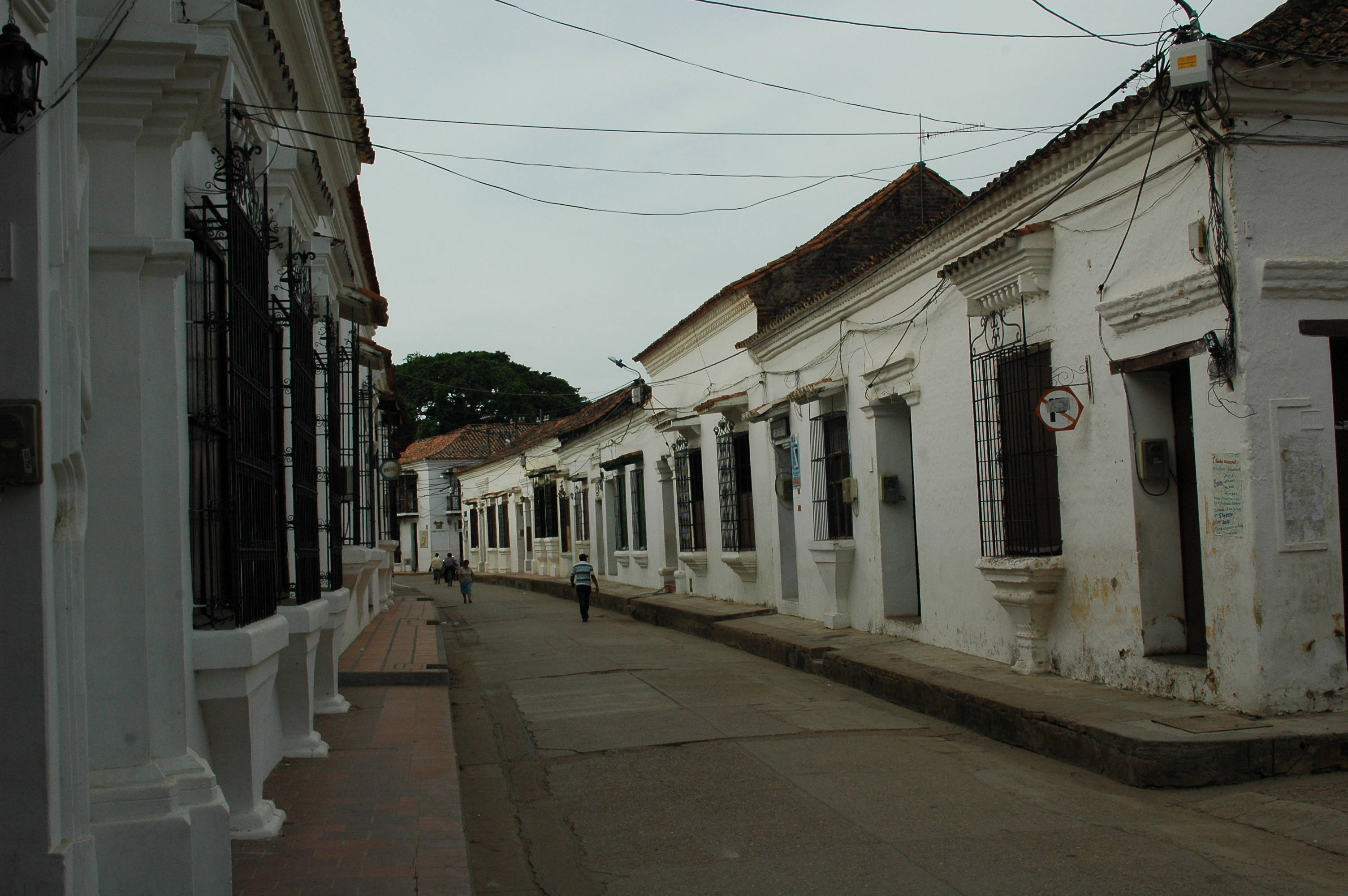
Le caratteristiche facciate delle case di epoca coloniale
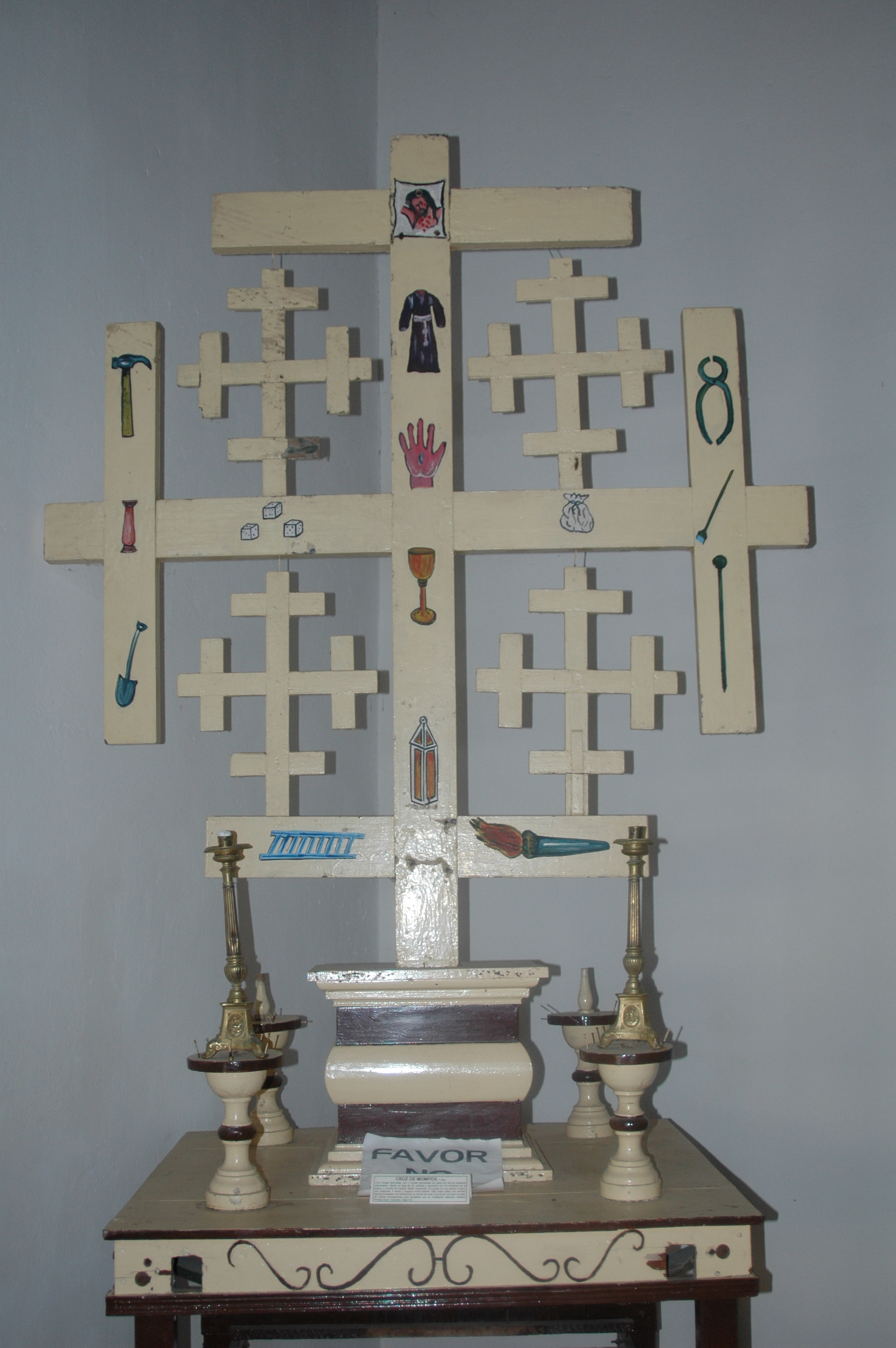
La Croce di Mompox, esposta nel museo cittadino
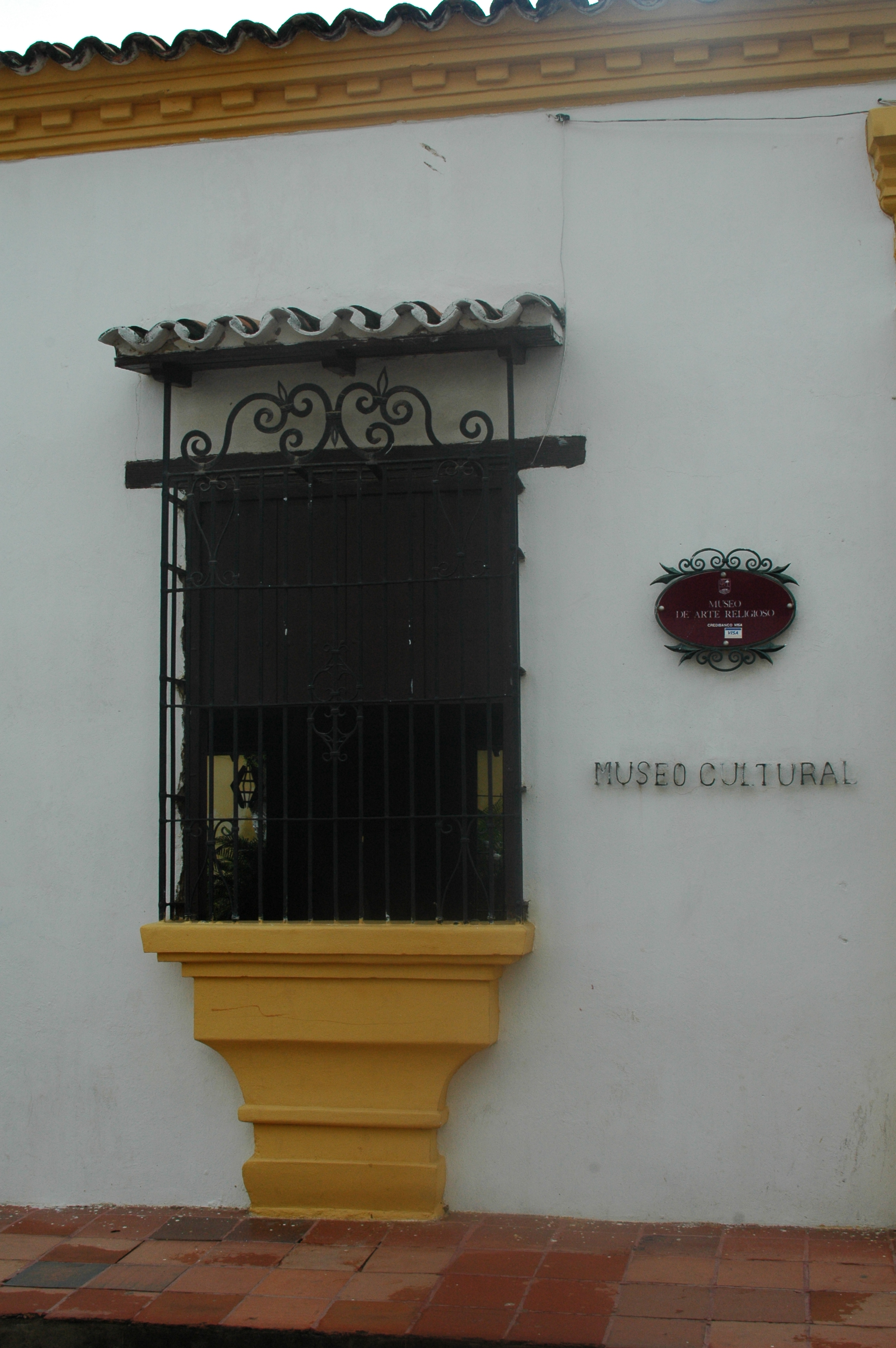
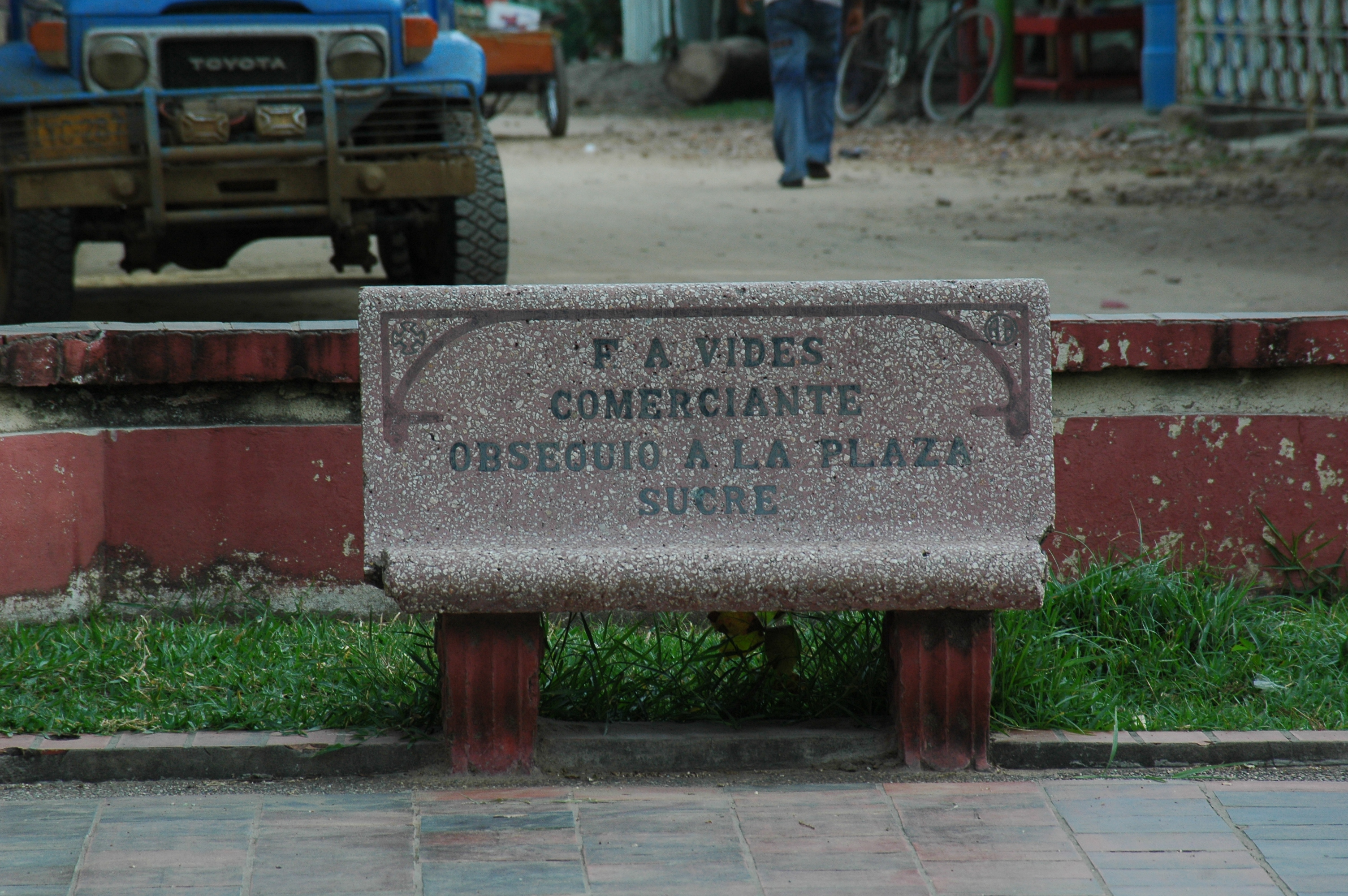
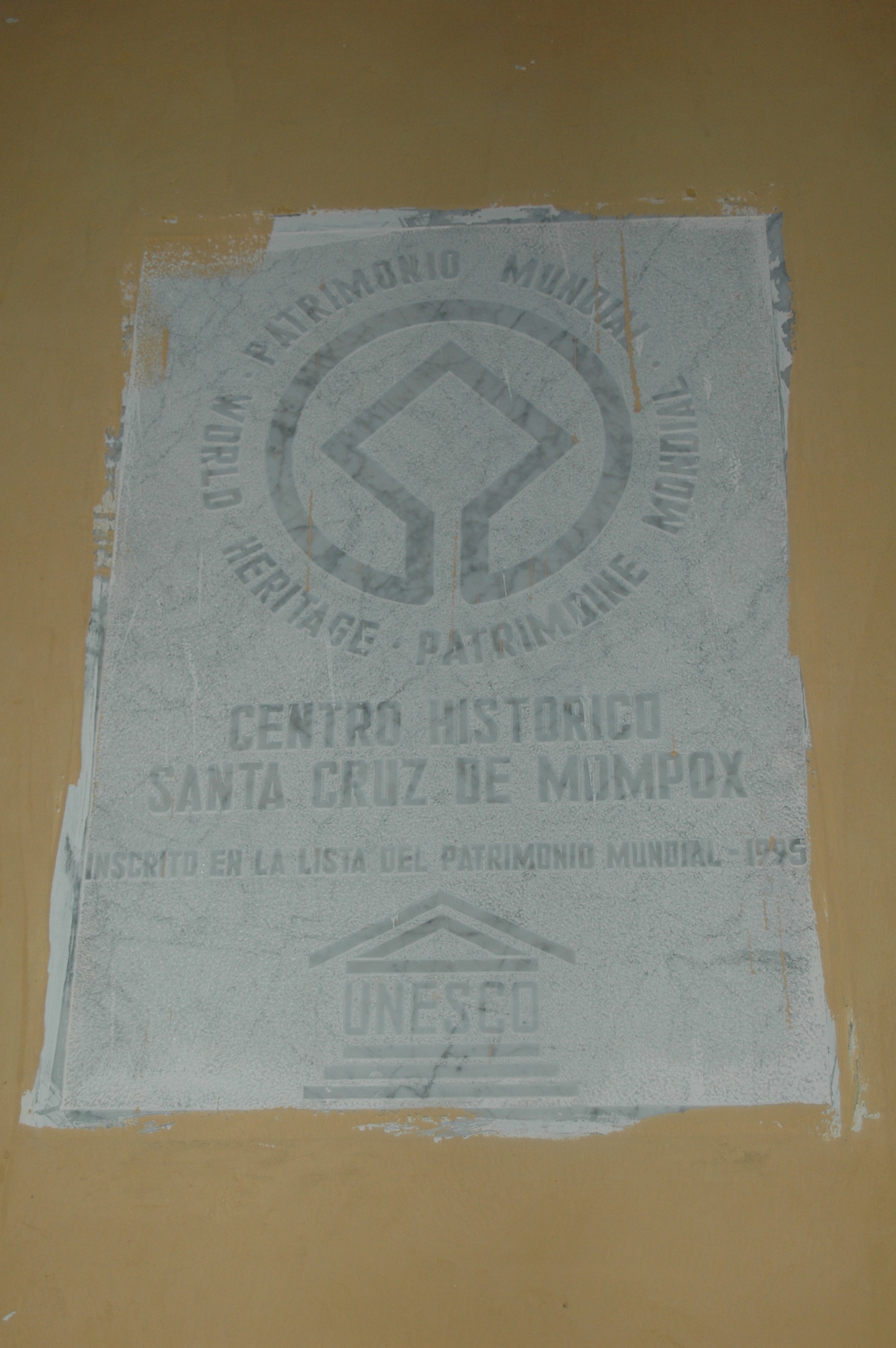
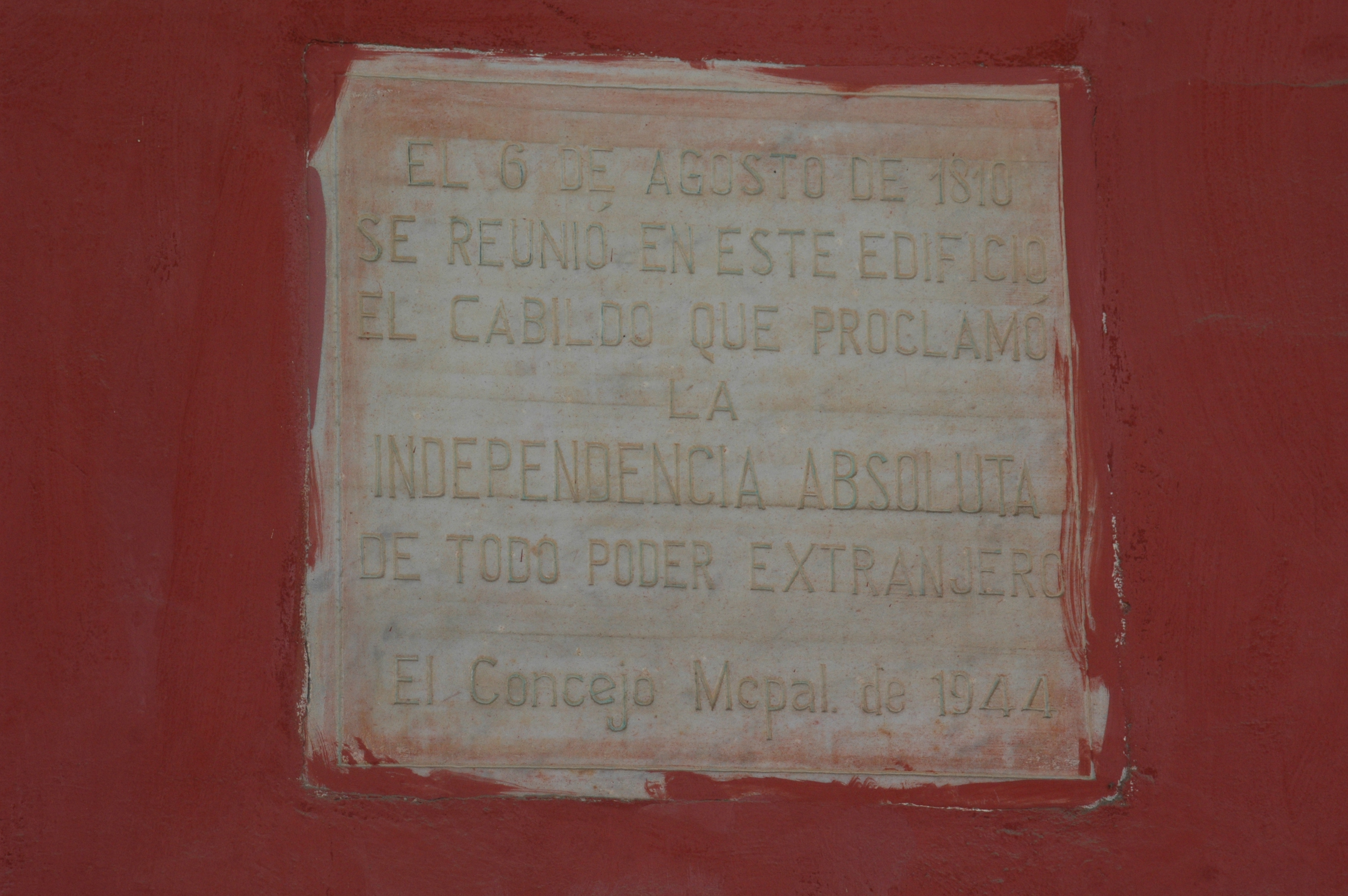